# 拉帕赫河
50°4′15.02″N 9°9′45.06″E / 50.0708389°N 9.1625167°E

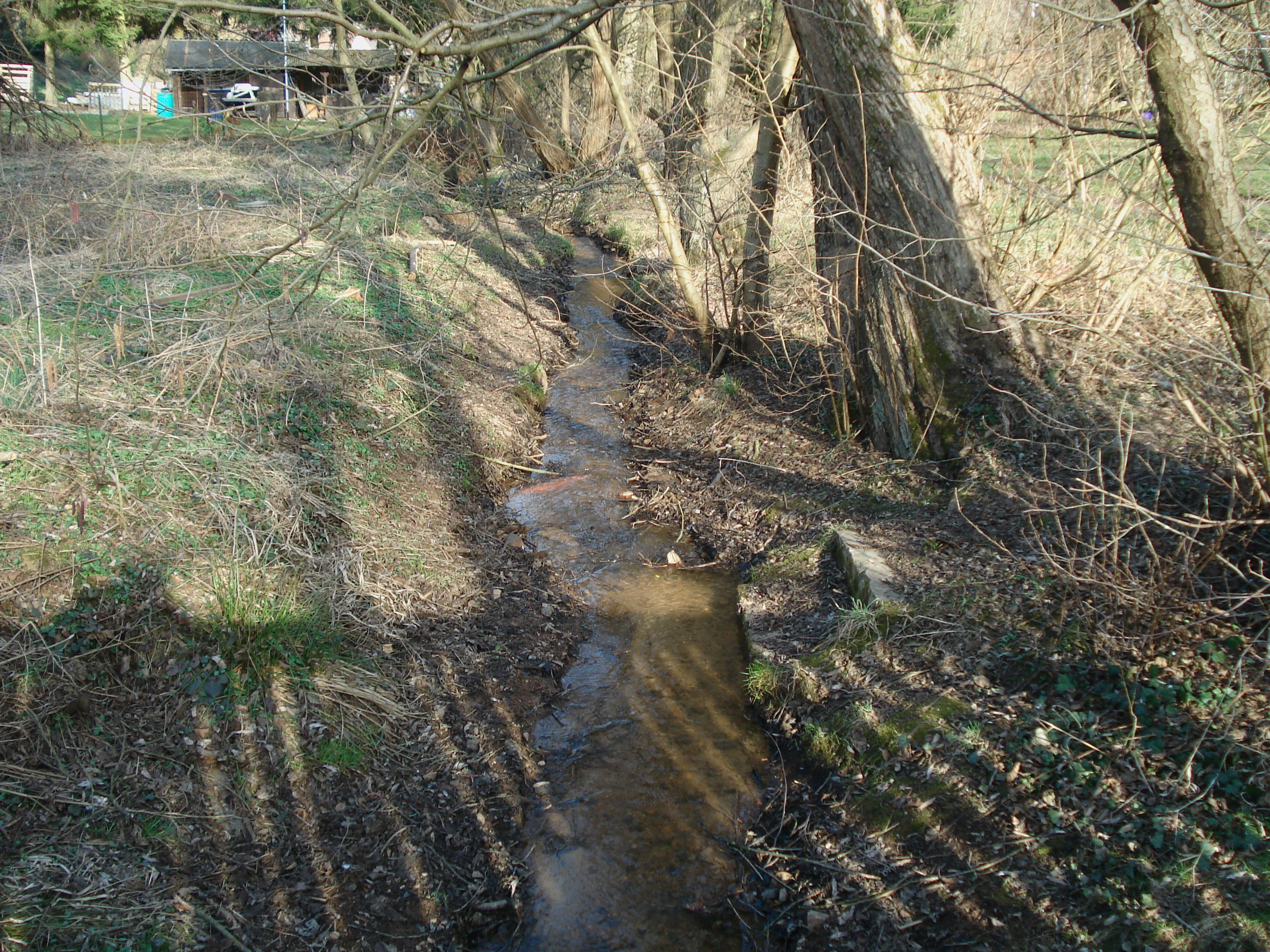

拉帕赫河（德語：Rappach），是德國的河流，位於該國東南部，由巴伐利亞負責管轄，屬於卡爾河的左支流，河道全長2公里，流域面積1.3平方公里，發源自門布里斯以西。